# Losza Vera
Losza Vera (ur. 4 lutego 1983 w Bielsku-Białej) – polski piosenkarz, kompozytor i autor tekstów.

## Dzieciństwo i edukacja
Urodził się w Bielsku-Białej, w której mieszkał przez pierwsze pięć lat swojego życia. W 1988 roku wraz z rodziną wyjechał do Grecji, a po roku przeniósł się do Republiki Południowej Afryki. W Pretorii rozpoczął naukę w szkole podstawowej i zaczął naukę gry na pianinie, instrumentach klawiszowych oraz gitarze. Trenował również karate. Przez pewien czas mieszkał w Wielkiej Brytanii w Oxfordzie.
Po powrocie do Polski, w trakcie nauki w liceum, stworzył amatorską grupę muzyczną, grającą głównie muzykę hardrockową. Po ukończeniu liceum studiował informatykę na Uniwersytecie Jagiellońskim, której nie ukończył, następnie przeniósł się na studia do Akademii Ekonomicznej w Katowicach.

## Kariera muzyczna
W okresie studenckim nagrywał utwory we współpracy z muzykami, takimi jak m.in. IGS, Paweł Rurak-Sokal, Yaro, Abradab, Mezo, O.S.T.R., Robert M, Jajonasz oraz Fokus. Wydawniczo zadebiutował w 2003 roku w programie RMF Maxxx promującym nowe brzmienia, w którym zaprezentował utwór „In Place”. W 2006 roku podpisał kontrakt płytowy z niezależną wytwórnią fonograficzną Dream Music. Pod koniec tego włączył się w projekt RMF Live!, w którym wystąpił z zespołem Blue Café. Koncert transmitowany był na żywo przez RMF FM oraz emitowany na telewizyjnym kanale VH1 Polska.
W 2007 roku odniósł sukces utworem „She’s On My Mind”, który był dwukrotnie notowany na szczycie POPListy radia RMF FM oraz zajął drugie miejsce na liście przebojów Top-15 Wietrznego Radia. Zaprezentował go m.in. w finale konkursu Trendy podczas festiwalu TOPtrendy 2007, emitowanym w telewizji Polsat, poza tym utwór znalazł się także w finałowej dziesiątce piosenek zgłoszonych do konkursu Sopot Festival 2007. W tym samym roku piosenkarz wykonał utwór „White Christmas” podczas 15. edycji akcji charytatywnej Pocztówka do Świętego Mikołaja. W kolejnej edycji akcji wystąpił z utworem „Na Dobranoc”.
W 2013 wydał debiutancki, dwupłytowy album studyjny pt. Live in Life, który tworzył przez siedem lat.

## Dyskografia

### Albumy studyjne
| Rok  | Album                                                |
| ---- | ---------------------------------------------------- |
| 2013 | Live in Life - Wydany: 2013 - Wytwórnia: Dream Music |

### Notowane utwory
| Rok  | Tytuł              | Najwyższe pozycje na listach | Najwyższe pozycje na listach |
| Rok  | Tytuł              | RMF                          | WiR                          |
| ---- | ------------------ | ---------------------------- | ---------------------------- |
| 2007 | „She’s on My Mind” | 1                            | 2                            |

### Współpraca wokalna
| Rok  | Tytuł                            | Artysta    | Album                   |
| ---- | -------------------------------- | ---------- | ----------------------- |
| 2005 | „In Place”                       | IGS        | Na klucz                |
| 2008 | „Dla każdego jego raj”           | Abradab    | Ostatni poziom kontroli |
| 2009 | „Wolny”                          | Mezo       | Herezje                 |
| 2010 | „Piątek (historia się powtarza)” | Lukatricks | Czarne złoto            |
| 2011 | „Cytryny”                        | Fokus      | Prewersje               |
| 2013 | „Bo Ty mi”                       | Robert M   | 2013                    |